# Jess Roskelley

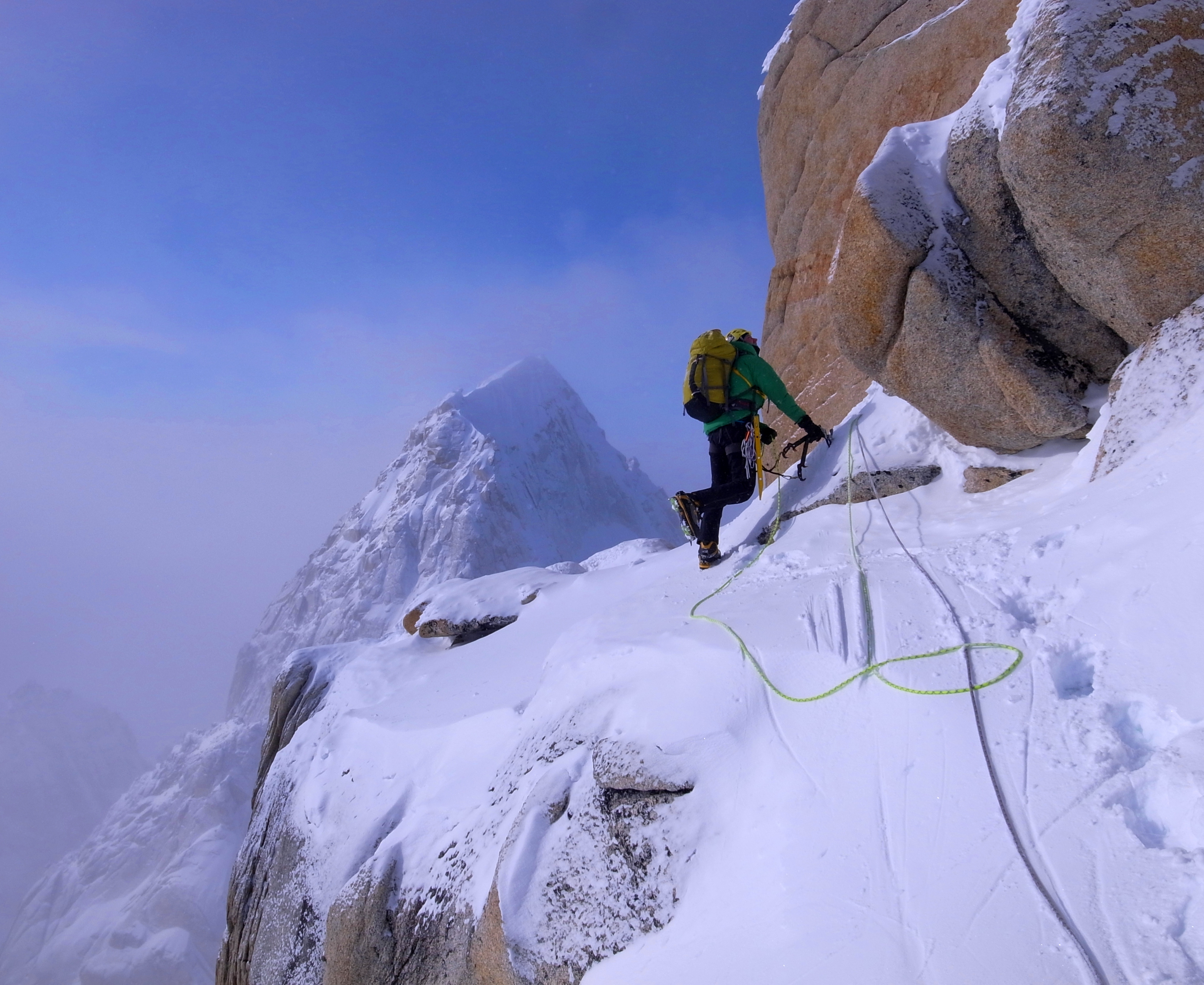
Jess Roskelley beim Aufstieg auf The Citadel, 2013

Jess Roskelley (* 13. Juli 1982 in Spokane, Vereinigte Staaten; † 16. April 2019 im Banff-Nationalpark, Kanada) war ein US-amerikanischer Sportkletterer und Bergsteiger. Am 21. Mai 2003 bestieg er im Alter von 20 Jahren zusammen mit seinem Vater den Mount Everest und war zu dieser Zeit der jüngste Amerikaner auf dem höchsten Gipfel der Welt.

## Leben
Jess Roskelley wuchs als Sohn des US-amerikanischen Bergsteigers John Roskelley in Spokane im Bundesstaat Washington auf.
Nach der High School übersiedelte er nach Montana, wo er die University of Montana besuchte. Seine Karriere als Bergsteiger begann er eigenen Angaben zufolge am Mount Rainier, wo er eine professionelle Bergführerausbildung absolvierte und diese mit 18 Jahren erfolgreich abschloss. Im Jahr 2003, mit 20 Jahren, hatte Roskelley den Gipfel des Mount Rainier bereits 35 Mal erklommen.

### Leistungen
Im März 2003 nahm Roskelley zusammen mit seinem Vater an einer Himalaya-Expedition unter dem Titel „Generations on Everest“ teil. Für ihn war es der erste Versuch, den höchsten Berg der Welt zu besteigen, während sein Vater zuvor bereits drei Mal hier gescheitert war. Die Roskelleys erreichten den Gipfel gemeinsam am 21. Mai 2003. Bis zum Jahr 2010, als der 13-jährige Jordan Romero ebenfalls den Gipfel des Berges erklomm, war Jess der jüngste amerikanische Gipfelstürmer auf dem Everest.
Später arbeitete Roskelley in Alaska als Schweißer und widmete seine Freizeit dem Klettern in Eis und Fels. Im Oktober 2012 erkletterte er zusammen mit seinem Freund John Frieh eine neue Route auf den 2774 m hohen Mount Wake in der Alaskakette. Die Route wurde später The Cook Inlet benannt. Im April 2013 fanden Jess Roskelley, Ben Erdmann and Kristoffer Szilas eine neue Route auf The Citadel, einen Gipfel in den Kichatna Mountains in Alaska. Die Route in der Nähe des Supa Dupa Couloir wurde Hypa Zypa Couloir genannt.

### Lawinenunglück in Kanada
Jess Roskelley starb 2019 zusammen mit David Lama und Hansjörg Auer bei einem Lawinenabgang am Howse Peak im Banff-Nationalpark. Die Seilschaft galt seit dem 16. April 2019 als vermisst. Die Nationalparkaufsicht ging schon frühzeitig davon aus, dass die Bergsteiger ums Leben gekommen seien. Aufgrund der schlechten Witterung musste die Suchaktion abgebrochen werden. Am 21. April 2019 teilte die kanadische Nationalparkbehörde mit, dass man die Leichen der drei Ausnahme-Alpinisten gefunden habe.